# Metagrion indentatum
Metagrion indentatum is een libellensoort uit de familie van de Argiolestidae, onderorde juffers (Zygoptera).
De wetenschappelijke naam van de soort is voor het eerst geldig gepubliceerd in 2006 als Argiolestes indentatus door Theischinger & Richards.